# Miguel Rothschild
Miguel Rothschild (* 1963 in Buenos Aires) ist ein argentinischer Künstler, der heute in Berlin lebt und arbeitet.

## Leben
Miguel Rothschild studierte von 1982 bis 1987 Kunst an der Hochschule in Buenos Aires und setzte von 1991 bis 1994 sein Studium an der Hochschule der Künste in Berlin fort, wo er Meisterschüler von Rebecca Horn war.
Miguel Rothschild arbeitet v. a. mit den Medien Fotografie, Video und Zeichnung. Viele seiner Arbeiten sind an filmischen Abläufen orientiert (u. a. die Reihe flipboard show, z. B. killer tears). In dem größeren Werkzusammenhang Paradies setzt er sich mit den Versprechen der Werbe- und Produktästhetik auseinander. Seine Arbeiten wurden in Ausstellungen weltweit gezeigt.

## Ausstellungen (Auswahl)
- 1997: Die Tränen, die sind vergebens, Westwerk, Hamburg / D
- 2000: Killer Tears, Museumsakademie Berlin / D
- 2002: Mirta Demare, Ruimte voor actuele kunst, Rotterdam / NL
- 2004: Centre Régional d´Art Contemporain, Montbéliard / F
- 2005: Celestial, Galería Ruth Benzacar, Buenos Aires / RA
- 2006: Sterne, die vom Himmel fielen, Aktives Museum Spiegelgasse (Wiesbaden)
- 2008: 33 traurige Tragödien, Kunstraum Potsdam / D
- 2010: „Melencolia A.D.“ zur Ausstellung „Realidad y Utopía“, Akademie der Künste, Berlin
- 2011: Art of the 90s in Malba Collection. Works 1989 -2010, Malba – Fundación Costantini, Museo de Arte Latinoamericano de Buenos Aires, Argentinien
- 2012: Images de la Mélancolie, Bendana-Pinel Art Contemporain, Paris, Frankreich
- 2014: Buenos Aires, Kuckei + Kuckei, Berlin
- 2016: Contre vents et marées, Bendana-Pinel Art Contemporain, Paris, Frankreich
- 2017: Evidences du réel, Musée d´art de Pully, Schweiz

## Preise
- 1996 Atelierpreis der Karl Hofer Gesellschaft
- 1998 Künstlerresidenz Schloss Plüschow
- 1999 Preis des Video-Net Festivals ´99
- 2000 Karl-Hofer-Preis
- 2003 Stipendium des Senats für Wissenschaft und Kultur der Stadt Berlin
- 2007 Künstlerresidenz – Künstlerhaus Schloss Wiepersdorf
- 2008 Künstlerresidenz – Civitella Ranieri Center, Italien
- 2008 Stipendium des Stiftung Kunstfonds, Bonn
- 2010 Künstlerresidenz – Villa Aurora, Los Angeles, CA

## Werke in öffentlichen Sammlungen
- Berlinische Galerie - Museum für Moderne Kunst, Berlin
- CGAC, Centro Galego de Arte Contemporánea, Santiago de Compostela
- DZ Bank Art Collection, Frankfurt[2]
- Foundation Carmignac, Paris, Frankreich[3]
- Jüdisches Museum, Berlin
- Hermès Art Collection, Paris, Frankreich
- Malba, Museo de Arte Latinoamericano, Buenos Aires, Argentinien[4]
- MAMBA, Museo de Arte Moderno, Buenos Aires
- Rin Art Foundation, Tokio, Japan

## Kunstbücher
- Miguel Rothschild, mit Texten von María Cecilia Barbetta und Beatrice von Bismarck, Verlag Hatje Cantz, Ostfildern 2015, ISBN 978-3-7757-4024-1.
- Miguel Rothschild: Premonition, Texte von Helen Adkins (Monografie), Kerber Verlag, Bielefeld 2022, ISBN 978-3-7356-0816-1